# Yu Yu Hakusho (série télévisée)
Pour la série animée du même nom, voir Yū Yū Hakusho.
Yu Yu Hakusho (幽遊白書, YūYū Hakusho) est une série télévisée japonaise d'action et d'aventure, diffusée le 14 décembre 2023 sur Netflix. La série est une adaptation en prise de vues réelles du manga éponyme de Yoshihiro Togashi.

## Synopsis
L'histoire tourne autour de Yusuke Urameshi, un lycéen égaré qui passe ses journées à se battre. Après avoir sauvé un garçon, il meurt dans un accident de voiture et devient enquêteur paranormal.

## Distribution
- Takumi Kitamura (VF : Rémi Gutton) : Yusuke Urameshi
- Shuhei Uesugi (VF : Stanislas Forlani) : Kazuma Kuwabara
- Jun Shison (VF : Maxime Baudouin) : Kurama
- Kanata Hongō (VF : Hervé Grull) : Hiei
- Sei Shiraishi (VF : Karl-Line Heller) : Keiko Yukimura
- Kotone Furukawa (VF : Clara Soares) : Botan
- Ai Mikami : Yukina
- Hiroya Shimizu (VF : Adrien Larmande) : Karasu
- Keita Machida (VF : Donald Reignoux) : Koenma
- Meiko Kaji (VF : Isabelle Leprince) : Genkai
- Ayumi Itō (VF : Marie Diot) : Atsuko Urameshi, la mère de Yusuke
- Kenichi Takitō : Toguro
- Go Ayano (VF : Jérémie Bédrune) : Toguro Jr., frère cadet du précédent
- Goro Inagaki (VF : Stéphane Pouplard) : Sakyo

 Source et légende : version française (VF) sur RS Doublage

## Épisodes
| Numéro | Titre         | Réalisé par   | Écrit par       | Date de sortie   |
| ------ | ------------- | ------------- | --------------- | ---------------- |
| 1      | « Épisode 1 » | Shō Tsukikawa | Tatsurō Mishima | 14 décembre 2023 |
| 2      | « Épisode 2 » | Shō Tsukikawa | Tatsurō Mishima | 14 décembre 2023 |
| 3      | « Épisode 3 » | Shō Tsukikawa | Tatsurō Mishima | 14 décembre 2023 |
| 4      | « Épisode 4 » | Shō Tsukikawa | Tatsurō Mishima | 14 décembre 2023 |
| 5      | « Épisode 5 » | Shō Tsukikawa | Tatsurō Mishima | 14 décembre 2023 |

## Production

### Développement
Le 16 décembre 2020, une adaptation live-action a été annoncée. La série sera diffusée sur Netflix dans le monde entier. L'équipe de production de la série est composée de Kaata Sakamoto, directrice de l'acquisition de contenus Netflix, en tant que productrice exécutive et Akira Morii, productrice de la série chez Robot Communications,,. Le 15 juillet 2022, il a été appris que Shō Tsukikawa serait le directeur de la série, Tatsurō Mishima s'occupe du scénario et Ryō Sakaguchi est le superviseur des effets visuels.

## Sortie
YuYu Hakusho est sortie sur Netflix le 14 décembre 2023,.

## Les références
1. ↑  « Fiche de doublage - Yu Yu Hakusho », sur RS Doublage
2. ↑  Egan Loo, « Yu Yu Hakusho Manga Gets Live-Action Series on Netflix » [archive du 15 décembre 2020], Anime News Network, 15 décembre 2020 (consulté le 16 décembre 2020)
3. ↑  Aidan King, « 'YuYu Hakusho' Live Action Series Coming to Netflix in 2023 » [archive du 9 novembre 2021], Collider, 9 novembre 2021 (consulté le 10 novembre 2021)
4. 1 2  Adriana Hazra, « Netflix Schedules Live-Action Yu Yu Hakusho Series for December 2023 » [archive du 12 novembre 2021], Anime News Network, 9 novembre 2021 (consulté le 18 août 2023)
5. ↑  Adriana Hazra, « Live-Action Yu Yu Hakusho Series Casts Takumi Kitamura (Updated) » [archive du 15 juillet 2022], Anime News Network, 15 juillet 2022 (consulté le 16 juillet 2022)
6. ↑  Cristina Alexander, « Netflix's Live-Action Yu Yu Hakusho Live-Action Remake Has a Release Date », IGN, 12 octobre 2023 (consulté le 18 décembre 2023)